# Masakra w Vitorii
Masakra w Vitorii – masakra strajkujących robotników dokonana 3 marca 1976 r. przez hiszpańską policję w Vitoria-Gasteiz.
Protesty robotnicze w Vitoria-Gasteiz trwały od stycznia 1976 r., gdy miejscowi robotnicy sprzeciwili się dekretowi o zmniejszeniu podwyżek pensji. W dniu 3 marca 1976 r. w Vitoria-Gasteiz po raz trzeci proklamowano strajk generalny, który władze zdecydowały stłumić. Od rana w mieście dochodziło do starć strajkujących z policją, a o godzinie 17:10 policjanci z Kompanii Rezerwowej z Miranda de Ebro i garnizonu z Vitorii wtargnęli do kościoła św. Franciszka w dzielnicy Zaramaga, żądając opuszczenia go przez robotników. Przeciwko wejściu uzbrojonej policji do budynku zaprotestował miejscowy ksiądz, wobec czego funkcjonariusze rozpylili we wnętrzu gaz łzawiący. W efekcie duszący się robotnicy zaczęli uciekać z kościoła, a policjanci stojący na zewnątrz otworzyli do nich ogień z użyciem gumowej i ostrej amunicji.
W efekcie tłumienia protestów zginęło pięciu robotników (Pedro María Martínez lat 27, Francisco Aznar lat 17 i Romualdo Barroso lat 19 zginęli na miejscu, a później zmarli José Castillo lat 32 i Bienvenido Pereda lat 30), a ok. 150 było rannych. Osoby odpowiedzialne za tłumienie strajków w Vitorii nie zostały pociągnięte do odpowiedzialności.